# Kamienica Pod Zieloną Dynią i Dwoma Polakami we Wrocławiu
Kamienica Pod Zieloną Dynią i Dwoma Polakami – kamienica narożna, znajdująca się przy ulicy Kuźniczej 43/45 i Uniwersyteckiej 27/28 we Wrocławiu.

## Historia kamienicy
Pierwotnie na podwójnej działce, gdzie znajduje się budynek mieszkalno-usługowy, stały dwie osobne kamienice o rodowodzie średniowiecznym: kamienica Pod Dwoma Polakami oraz kamienica Pod Zieloną Dynią.

## Kamienica Pod Zieloną Dynią

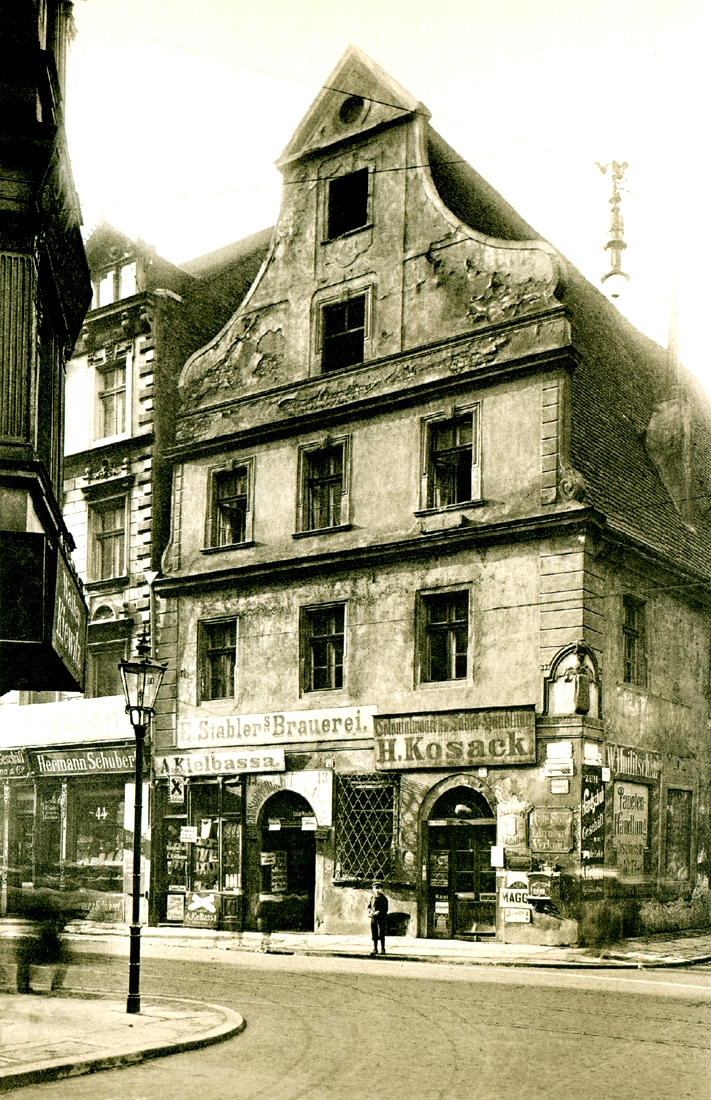
Dom Pod Zieloną Dynią widoczny na zdjęciu sprzed 1910 roku, czyli przed rozebraniem

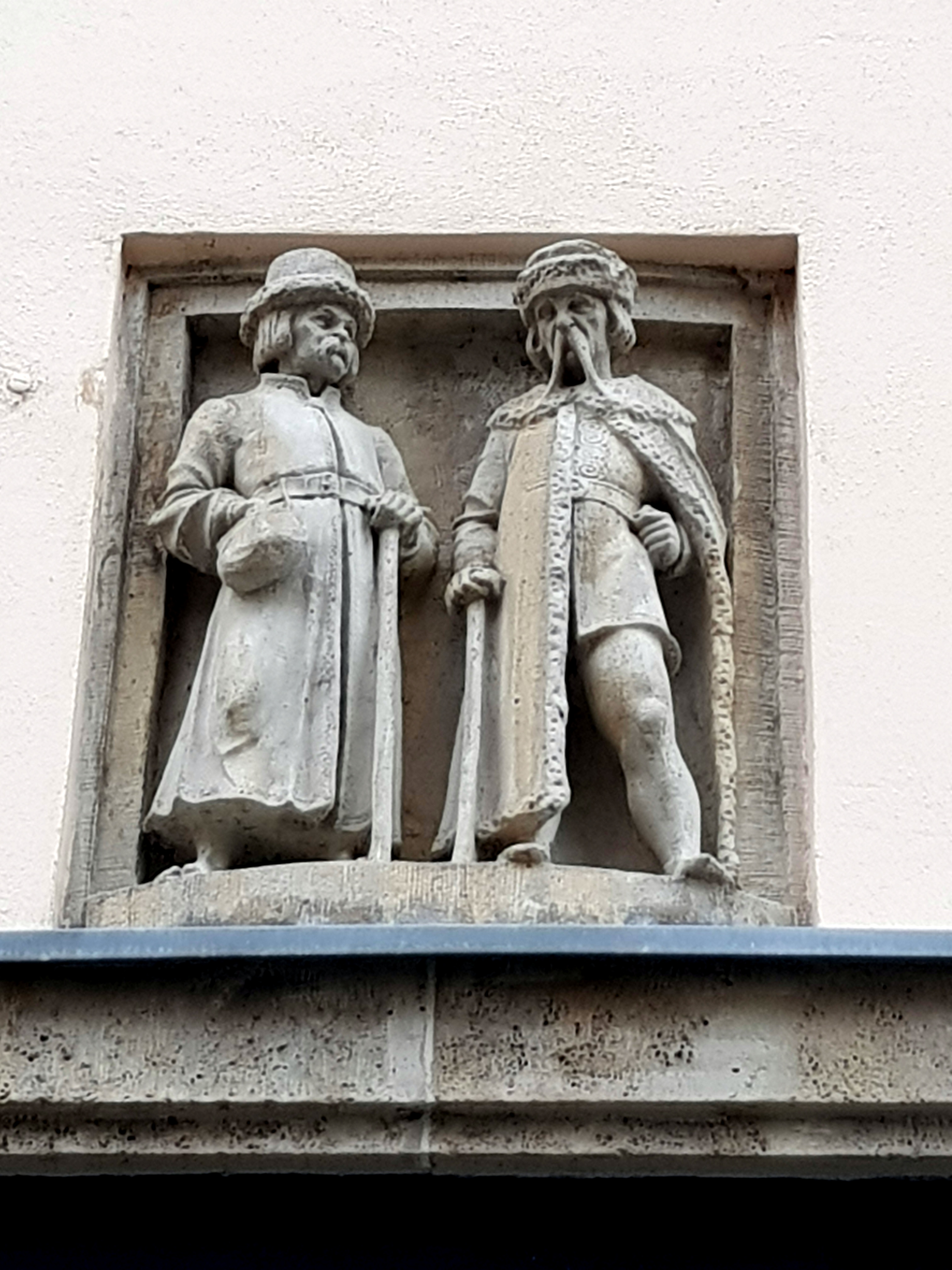
Płaskorzeźba Dwaj Polacy na fasadzie kamienicy, autorstwa rzeźbiarza Karla Czeczatki. Postacie ukazane są jako dumni Sarmaci z sumiastymi wąsami.

Pierwszy budynek na narożnej działce nr 43 wzniesiony został w okresie późnego gotyku. Kamienica była budynkiem dwukondygnacyjnym, trzyosiowym od strony ul. Kuźniczej. Nad gzymsem wieńczącym znajdowała się dolna partia jednokondygnacyjnego i trzyosiowego szczytu o szerokości zbliżonej do pierwszego piętra. Po obu stronach zakończona była boniowanymi lizenami i niewielkimi wolutowymi spływami. Nad tą częścią znajdował się dwukondygnacyjny, jednoosiowy szczyt również ujęty w wolutowe spływy i zakończony trójkątnym wysokim tympanonem. Okna były wydzielone za pomocą płaskich lizen, które łączyły obie kondygnacje oddzielone od siebie płaskim gzymsem pasowym. W okresie renesansu kamienice przebudowano: do otworów okiennych dodano fasciowe opaski. W okresie baroku do wyższego okna w szczycie dodano uszakową opaskę ze zwornikiem w partii nadproża i fartuch podparapetowy. Na początku XX wieku w części parterowej znajdowały się dwie bramy wejściowe do dwóch osobnych pomieszczeń sklepowych. W narożniku budynku, na wysokości I piętra, umieszczony był herb domu: zielona dynia. Kamienica została rozebrana w 1906 roku.

## Kamienica Pod Dwoma Polakami
Najwcześniejsza kamienica na działce nr 45 miała rodowód średniowieczny. W okresie baroku była to kalenicowa kamienica, czterokondygnacyjna, dwutraktowa i siedmioosiowa. Fasada była boniowana, a poszczególne kondygnacje były rozdzielone gzymsem. W osi centralnej, na parterze, znajdował się prostokątny portal z węgarami skośnie sfazowanymi od wewnątrz. Według zachowanej grafiki z 1825 roku autorstwa Heinricha Mützela w części nadproża znajdowała się inskrypcja 15 MF(wiązane) 90, prawdopodobnie  nawiązująca do daty przebudowy kamienicy. Powyżej otworu drzwiowego znajdowało się prostokątne zakratowane nadświetle. Grafika ukazuje po obu stronach portalu, ostrołucznie zamknięte, gomółkowo przeszkolone okna z gmerkami na szczycie. Nad lewym oknem znajdował się gmerek w sercowatej formie z krzyżykiem, nad prawym pusta tarcza. Okna połączone były z portalem na wysokości nadproża dwoma, łukowo zamkniętymi płaskorzeźbionymi plakietami przedstawiającymi: po lewej św. Annę Samotrzeć a nad sceną gmerek z przedstawieniem precla pod koroną a nad nią dodatkowo data 1508. Prawa plakieta przedstawiała św. Jerzego walczącego ze smokiem na tle zabudowań. Prawdopodobnie reliefy miały związek z właścicielami kamienicy. W osi środkowej kamienicy wyróżniała się dekoracyjna facjata. 
W 2. połowie XIX wieku kamienica została połączona z oficynami znajdującymi się przy ulicy Uniwersyteckiej 27. Kamienice przebudowywano w latach 1849 (wnętrza), 1862, 1868 (witryny). W 1889 roku dokonano renowacji fasady według projektu L. Nitsche, a w 1890 przebudowano sień i portal. Na elewacji frontowej znajdowało się godło kamienicy: dwóch Polaków w stroju sarmatów. Kamienica została rozebrana przed 1910 rokiem. Od 1895 roku właścicielem posesji był hrabia Henckel von Donnersmarck

## Nowy budynek biurowo-usługowy
W 1910, po wyburzeniu dwóch mniejszych kamienic, na dwóch połączonych działkach (według Agnieszki Zabłockiej-Kos na czterech posesjach) wzniesiono nowy 5-kondygnacyjny (od strony ul. Kuźniczej) i częściowo czterokondygnacyjny od ulicy Uniwersyteckiej budynek nakryty wysokim dachem z lukarnami. Kamienica została zaprojektowana przez Karla Grossera, którego spółka była autorem projektów m.in. Śląskiego Muzeum Sztuk Pięknych czy też Domu Handlowego Monopol i hotelu Monopol. Plany projektowe dotyczące przebudowy linii kamienic istniały już w 1867 roku. Plany te nie zostały zrealizowane a w 1909 roku, prócz planów Grossera, plany przebudowy zaprezentował zgorzelecki architekt W Hartmann. 
Budynek od strony ul. Kuźniczej miał wydzielonych 11 osi, z czego dwie skrajne były szersze, a na wysokości trzeciej i czwartej kondygnacji umieszczono koliste wykusze. Fasada od strony ulicy Uniwersyteckiej jest również 11-osiowa, przy czym wykusze znajdują się odpowiednio w drugiej i dziesiątej osi. W osiach obu fasad umieszczono piaskowcowe portale przelotowe prowadzące do kwadratowego dziedzińca.
Po wzniesieniu budynku, w części parterowej, znajdowały się dwie restauracje (m.in. cukiernia i kawiarnia Alfreda Theinerta) i dziesięć sklepów, do których prowadziły osobne wejścia połączone z witryną wypełniającą przestrzeń między licowanymi trawertynem słupami. Pomiędzy parterem a I piętrem znajdowało się wysokie belkowanie pokryte czarnym marmurem, na którym umieszczone były szyldy sklepowe. Okna na trzeciej i czwartej kondygnacji rozdzielone były lizenami, a pod nimi znajdowały się ścianki podparapetowe wypełnione płaskorzeźbami. Nad czwartą kondygnacją od strony ul. Kuźniczej znajdowała się ażurowa balustrada, która łączyła się z gzymsem wieńczącym niższą część budynku od strony ul. Uniwersyteckiej. Dawne godła dwóch kamienic umieszczono na fasadzie budynku: godło kamienicy Pod Zieloną Dynią w narożniku budynku, a godło z dwoma Polakami w osi zewnętrznej od strony ul. Kuźnieczej. Pod płaskorzeźbą przedstawiającą dwóch Polaków obecnie znajduje się płyta upamiętniająca Antoniego Grabowskiego chemika i esperantystę, który w latach 1879–1881 mieszkał w kamienicy „Pod Dwoma Polakami”.
W listopadzie 1945 roku w kamienicy uruchomiono cukiernię i Cafe-Dancing Bristol, gdzie wieczorami przygrywała orkiestra jazzowa i występowali artyści. Do 2021 na parterze znajdował się antykwariat naukowy, restauracja koreańska, która zastąpiła bar „Żaczek”, Centrum Niderlandystyki UW; w latach 1952–2003 mieściła się tu siedziba Wydziału Lekarsko-Stomatologicznego Akademii Medycznej. Na kondygnacjach II–IV znajdują się biura i mieszkania.